# Svlékání

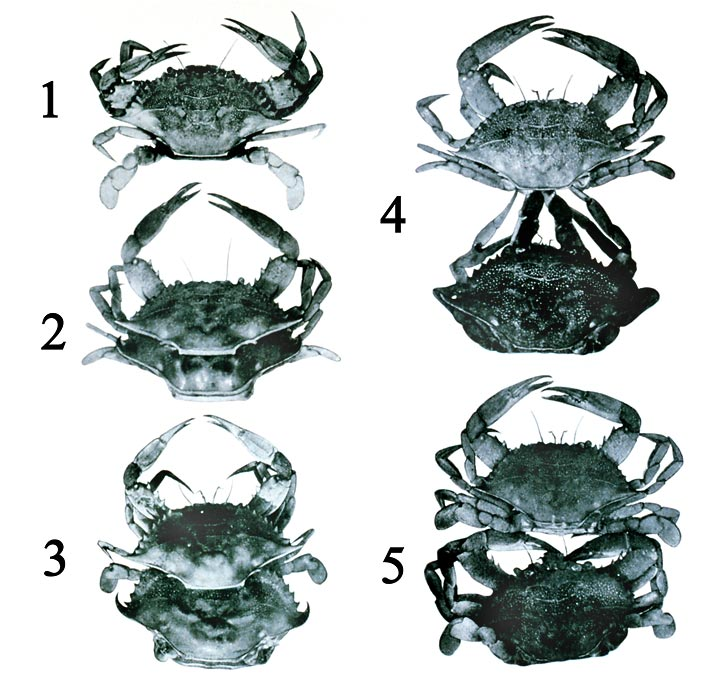
Průběh svlékání (ekdyze) u kraba

Svlékání značí v biologii zbavení se starého tělesného pokryvu (kůže, kutikuly), většinou za účelem umožnění dalšího růstu živočicha. U skupin živočichů, které ho prodělávají, totiž jejich kůže neroste, takže v určitých intervalech se jí musí zbavit. Pod starou kůží již bývá připravena nová, větší. Svlékání probíhá u plazů a obojživelníků a dále u skupiny ecdysozoa, která zahrnuje například hmyz, korýše, pavoukovce nebo hlístice. Pro svlékání živočichů ze skupiny ecdysozoa se používá termín ekdyze (případně ekdyse nebo ecdysis). Svlečená kůže či kutikula se nazývá svlečka (exuvie).

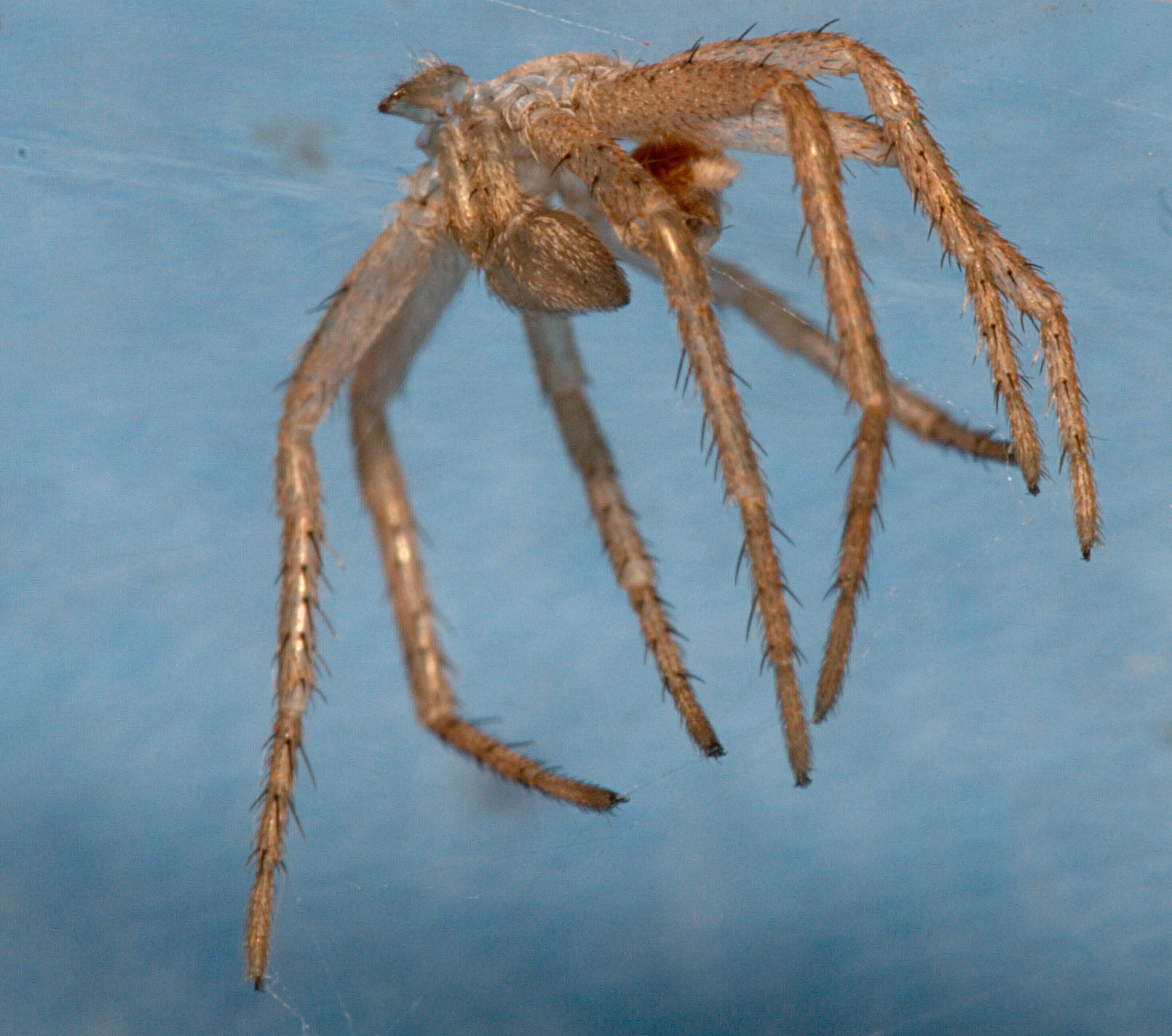
Svlečka pavouka

## Svlékání u členovců

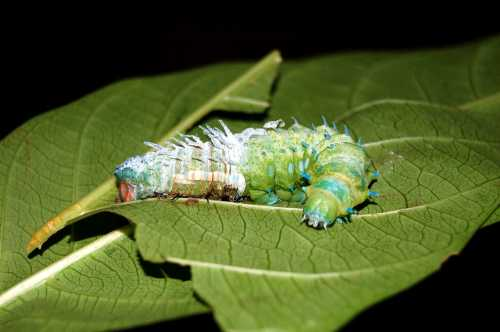
Housenka tropického motýla při svlékání

Mezi členovce patří hmyz, korýši nebo pavoukovci. Všichni tito živočichové mají vnější kostru (exoskelet), která je tvořena kutikulou a zpevněna látkami jako chitin nebo uhličitan vápenatý. Tato vnější kostra je pevná a neumožňuje růst těla, proto je periodicky svlékána a nahrazována novou, větší. Svlékání navíc umožňuje obnovu opotřebovaných kutikulárních derivátů, jako jsou různé chlupy, vzdušnice nebo jiné výrůstky.
Před samotným svlékáním je živočich nějakou dobu neaktivní. Probíhá oddělení starého exoskeletu od epidermálních buněk pod ním. Při tomto procesu dochází taky k oddělení svalů od jejich úponů a nervových zakončení od kutikulárních smyslových orgánů. Tento proces se nazývá apolýza. Do vzniklého prostoru mezi epidermálními buňkami a starou kutikulou je vyloučena exuviální tekutina, která obsahuje zatím neaktivní enzymy. Epidermální buňky poté začnou pod starou kutikulou tvořit novou kutikulu. Tím se zároveň aktivují enzymy v tekutině, které rozkládají spodní část staré kutikuly, která je pak vstřebána. Jedinec se poté potřebuje zbavit zbývající horní části staré kutikuly.
Při samotném svlékání jedinec vyvolá prasknutí staré kutikuly, a to pomocí kroutivých pohybů a často i zvýšením tlaku hemolymfy na daném místě těla. Poté se ze starého exoskeletu vysouká. Svlečená kutikula většinou zůstává vcelku a nazývá se svlečka (exuvie). Někteří členovci mají ve zvyku svoji svlečku požírat. Pokud jedinec nemá ke svlékání optimální podmínky (správná poloha, vlhkost), může dojít k uvěznění v polosvlečené kutikule, což má za následek smrt. V lepším případě může dojít ke ztrátě jedné či více končetin.

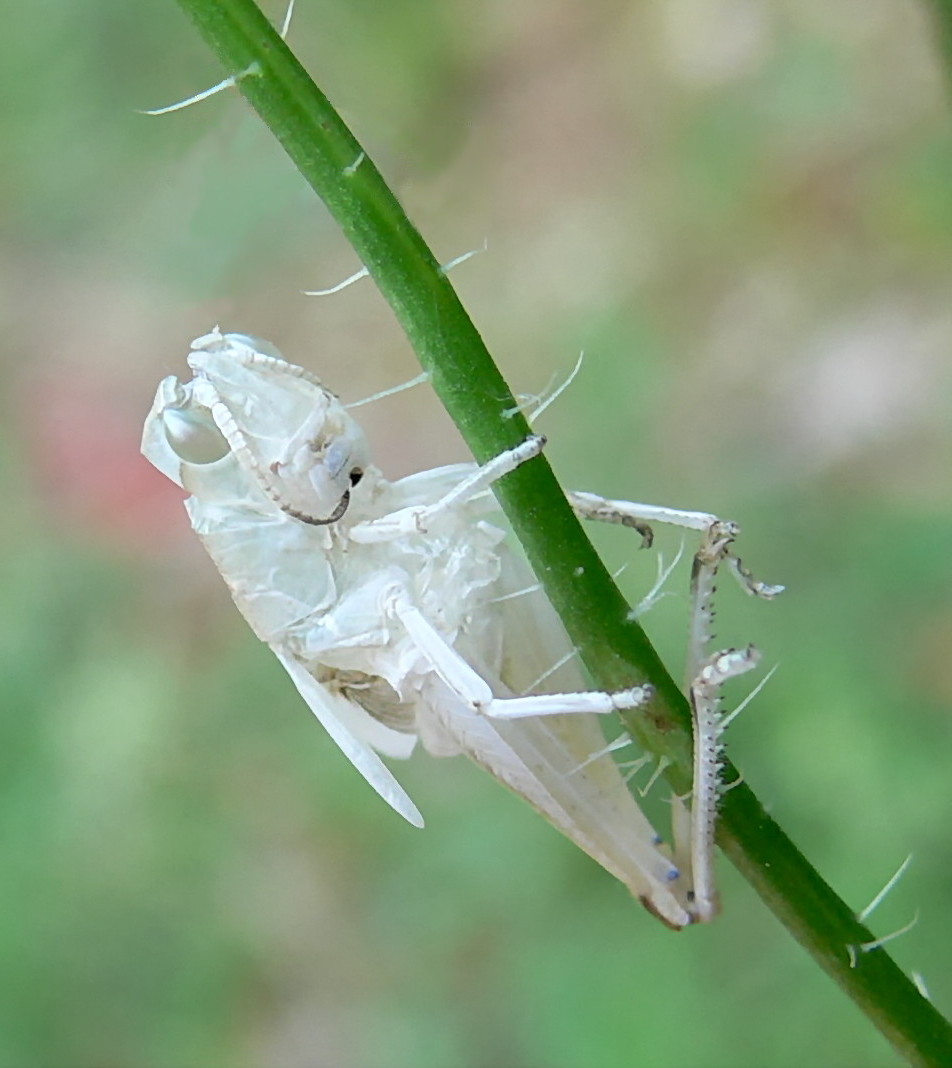
Svlečka sarančete

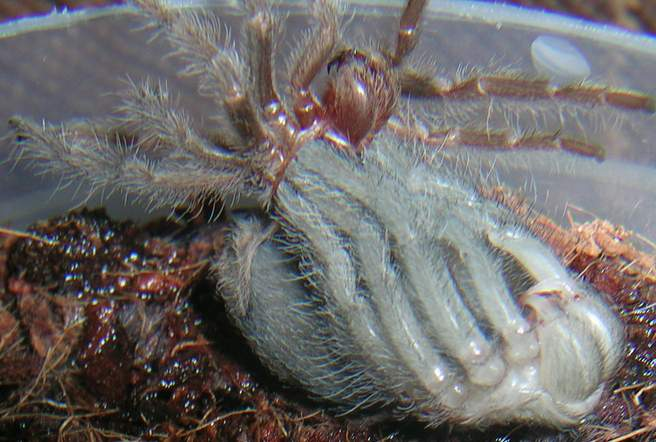
Svlékající se pavouk

Bezprostředně po svlékání je nová vnější kostra ještě měkká, což činí jedince velice zranitelným. Toto krátké období, než kutikula ztvrdne, ale také umožňuje růst. Růstu částí těla, které jsou normálně kryty tvrdým exoskeletem, je dosaženo pomocí přesunutí tělních tekutin z měkčích částí těla. Proto například pavouk nebo kudlanka vypadají po svlékání hubeně, protože přesunuli tělní tekutiny z měkkého "břicha" do jiných tělních částí. Pokud se jedná o poslední svlékání (proměna v dospělce – u hmyzu), tak jedinec musí ještě tlakem hemolymfy napnout křídla, která po svlékání vypadají jako neforemné váčky.
Kromě celkového růstu umožňuje svlékání u většiny členovců také regeneraci poškozených tělních částí. Může být nahrazena i celá ztracená končetina, k tomu je ovšem potřeba několika svlékání (vytvoří se základ nové končetiny, který se s každým svlékáním zvětšuje, až nakonec končetina vypadá úplně nebo skoro jako původní).

### Hormonální řízení svlékání u hmyzu
V hmyzím mozku se nacházejí neurosekreční buňky, které produkují protoracikotropní hormon (PTTH). Tento hormon putuje po axonech do tzv. kardiálních tělísek (corpora cardiaca), odkud je uvolňován do hemolymfy. PTTH stimuluje protorakální žlázy (jsou v prvním hrudním článku – prothoraxu) k produkci hormonů ekdysteroidů. Ekdysteroidy jsou skupinou hormonů syntetizovaných z cholesterolu a vyvolávají svlékání. Nejznámějším svlékacím hormonem je ekdyson. U dospělého hmyzu (s výjimkou primitivní skupiny Apterygota, tedy například rybenek) ke svlékání už nedochází (protorakální žlázy zanikají a svlékací hormony nejsou produkovány).

## Instary a stadia
Jednotlivé fáze mezi svlékáními se nazývají instary. Například když se nymfa vylíhne z vajíčka, jedná se o nymfu prvního instaru. Po prvním svlékání je z ní nymfa druhého instaru, po druhém svlékání je ve třetím instaru a tak dále. Pojem instar se často zaměňuje s pojmem stadium, to však označuje fáze vývoje nadřazené instarům (stadium vajíčka, larvy, kukly, dospělce – u hmyzu s proměnou dokonalou). Stadium larvy nebo nymfy se většinou skládá z několika instarů.
Počet instarů se liší podle druhu členovce i podle podmínek, v jakých žije (při nedostatku potravy může vývoj jedince trvat déle a počet instarů je větší). U některých skupin členovců dochází ke svlékání i v dospělosti, stadium dospělce má u nich tedy více instarů.

## Svlékání u obojživelníků a plazů

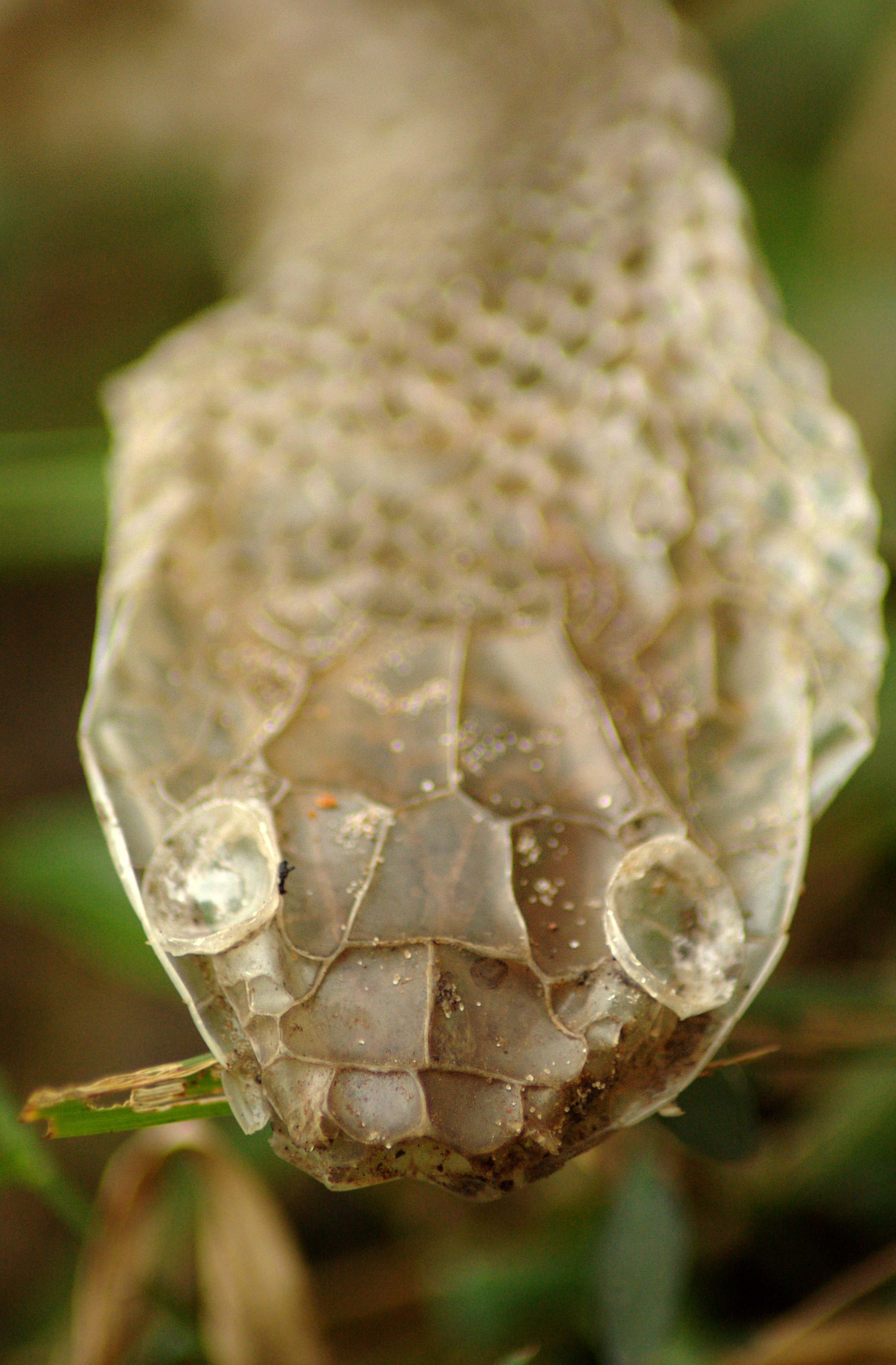
Svlečená hadí kůže - detail hlavy

Obojživelníci se svlékají většinou v noci. Svoji starou kůži potom často sežerou.
Asi nejznámějším příkladem mezi plazy je svlékání kůže u hadů. Když přijde čas svlékání, hadovi se zakalí oči. Starou kůži se snaží natrhnout tím, že se odírá o různé tvrdé předměty (například kameny). Kůže je natržena na hlavě a had pak pokračuje v odírání o předměty. Stará kůže se postupně odděluje a vysvléká, přičemž se obrací naruby. Výsledkem je celistvá, naruby obrácená svlečka. Naproti tomu u ještěrů nebo želv se kůže svléká většinou v cárech a celistvá svlečka se tak nevytvoří.

## Videa na YouTube
- Svlékání akvarijního raka
- Svlékání cikády (proměna v dospělce)
- Svlékání kudlanky
- Svlékání hada